# Institut Meurice
 (février 2018).
Si vous disposez d'ouvrages ou d'articles de référence ou si vous connaissez des sites web de qualité traitant du thème abordé ici, merci de compléter l'article en donnant les références utiles à sa vérifiabilité et en les liant à la section « Notes et références ».
L'Institut Meurice est une école de l'enseignement supérieur, située à Anderlecht (Bruxelles), qui forme des ingénieurs industriels en chimie et biochimie en 5 ans. 
L'Institut fait partie de la catégorie technique de la Haute École Lucia de Brouckère.

## Formation[1]
Les 5 années d'études sont décomposées en deux parties, un bachelier en sciences industrielles de 3 ans et un master en sciences industrielles de 2 ans. Les 3 premières années sont communes à tous les étudiants de l'Institut, ils y reçoivent les bases de leur futur métier d'ingénieur. Telle que de la chimie, de la biologie, des mathématiques, de la physique... 
Lors de la 4e année, les étudiants doivent choisir entre les sections chimie et biochimie. Et en dernière année, ils choisissent l'une des 5 spécialités :
Biochimie
- Industries biochimique et brassicole
- Industries alimentaires
- Biotechnologie pharmaceutique

Chimie
- Hauts polymères - Peintures et vernis
- Analyses chimiques - Génie environnementale.

Au bout des 5 années, les étudiants reçoivent un diplôme de Master en Sciences de l'Ingénieur Industriel et le titre d'Ingénieur industriel.

## Histoire[2]
L'Institut Meurice tel que nous nous le connaissons actuellement est né de la fusion entre l'Institut Meurice Chimie (I.M.C) et l'Institut des Industries de Fermentation (I.I.F).
L'Institut Meurice Chimie a été fondé en 1892 à Charleroi par Albert Meurice, puis a déménagé à Bruxelles en 1897. À l'origine, il ne s'agissait que d'un institut de chimie pratique situé dans la fabrique familiale d'acide sulfurique créée par son père, Charles Meurice. Lors du déménagement, le nombre d'années d'études passe de 2 à 3 ans. En 1913, l’État reconnait officiellement l'Institut.
L'Institut des Industries de Fermentation a quant à lui été fondé en 1887 à Gand et déménage à Bruxelles en 1930.
En 1954, sous la tutelle de la Province du Brabant, les 2 Instituts fusionnent pour donner l'Institut Meurice. Qui déménagent en 1956/57 à Anderlecht sur le campus du C.E.R.I.A situé à Anderlecht.
En 1977, l'institut est reconnu comme une institution de niveau universitaire offrant un enseignement en dehors de l'Université.